# Geolycosa sangilia
Geolycosa sangilia este o specie de păianjeni din genul Geolycosa, familia Lycosidae. A fost descrisă pentru prima dată de Roewer, 1955.
Este endemică în Columbia. Conform Catalogue of Life specia Geolycosa sangilia nu are subspecii cunoscute.